# Kunekune
Le Kunekune (prononciation Māori : [kʉnɛkʉnɛ]) est une race de porc domestique originaire de Nouvelle-Zélande. Les Kunekune sont poilus, de corpulence moyenne, et peuvent porter des caroncules qui pendent de leur mâchoire inférieure. Leur pelage va du noir au blanc, en passant par le gingembre, le crème, le noir, le marron et le tricolore. De nature docile et amicale, ils peuvent servir d'animaux de compagnie.

## Description

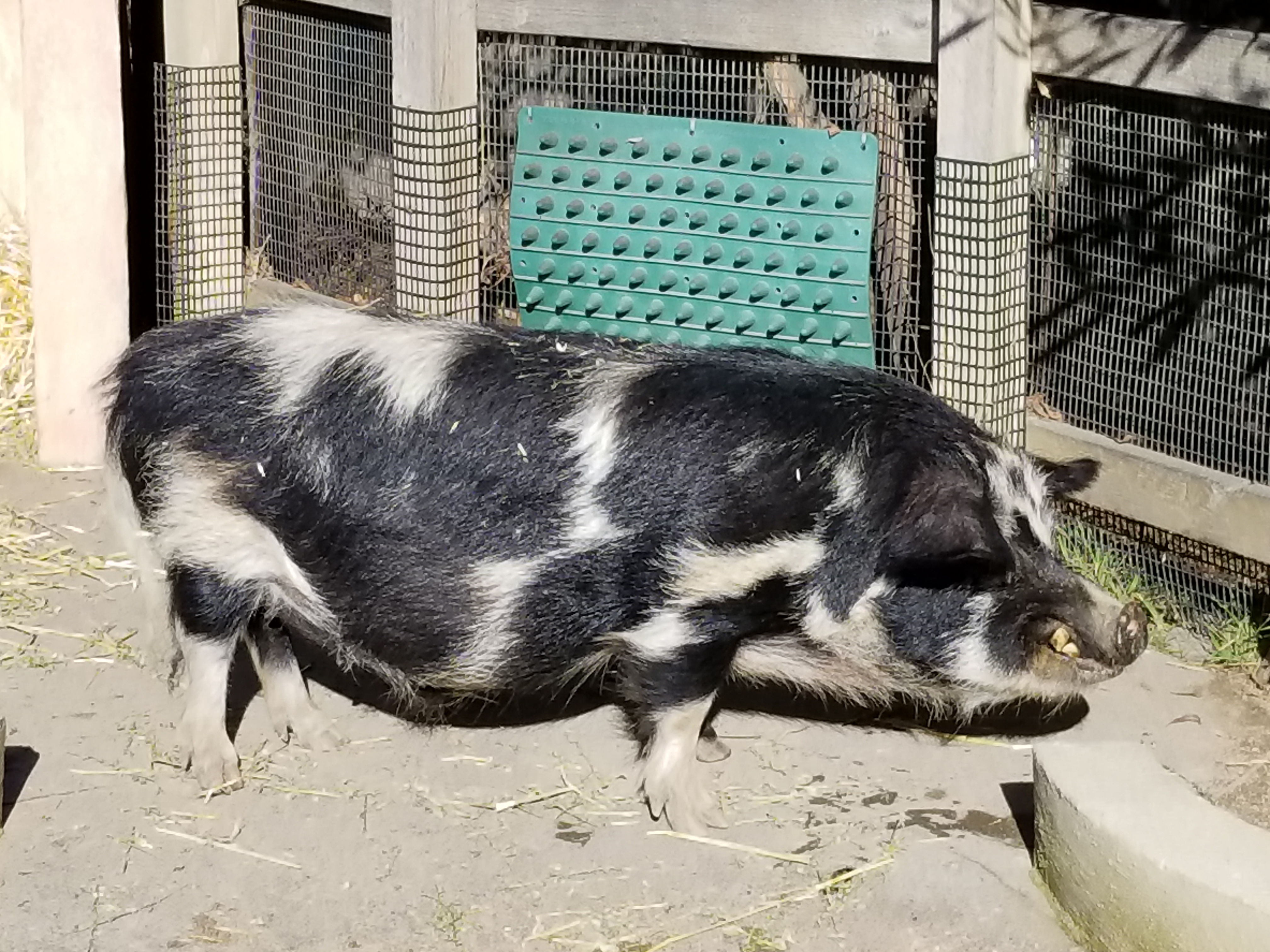
Noir et blanc.

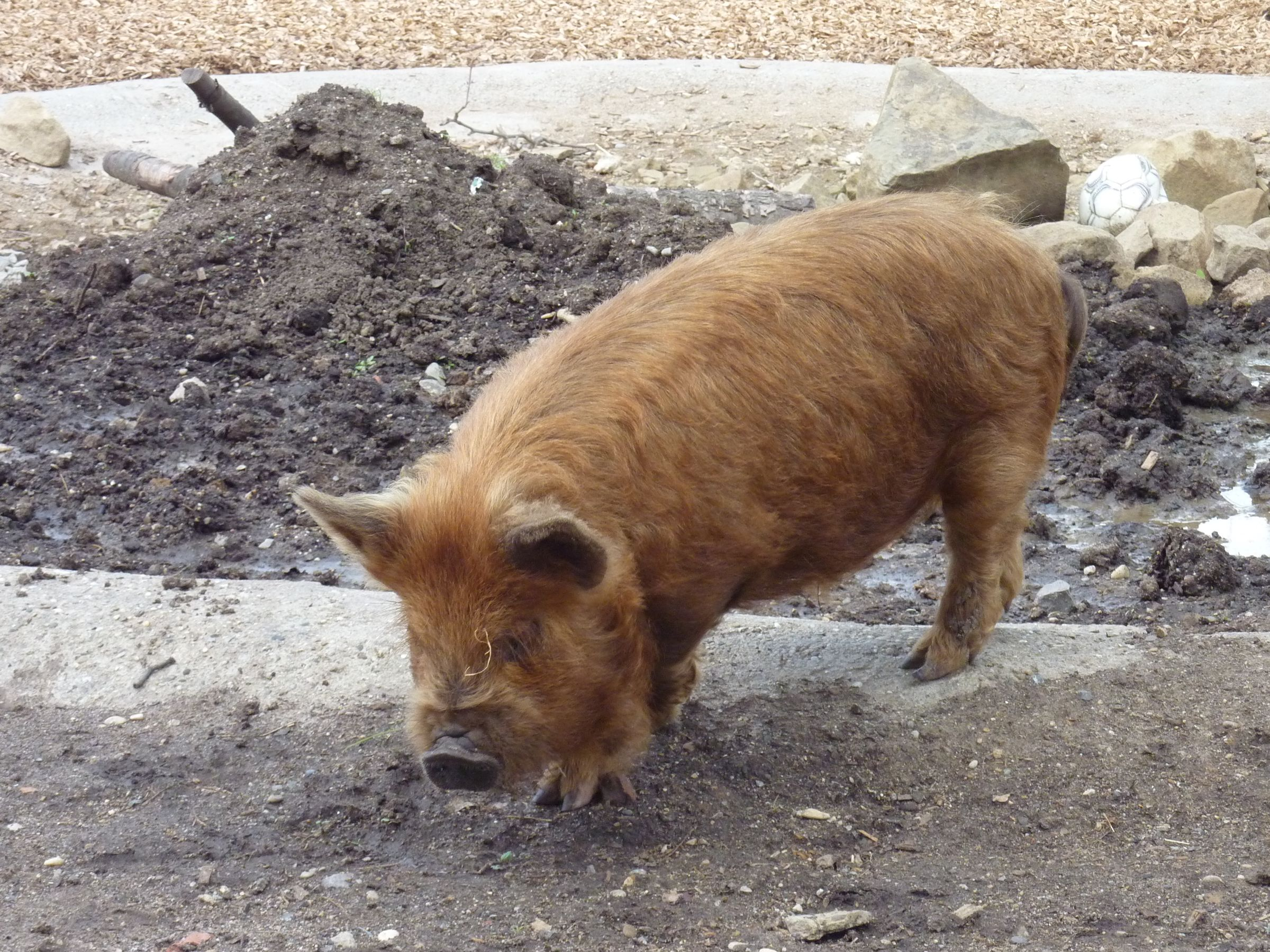
Marron.

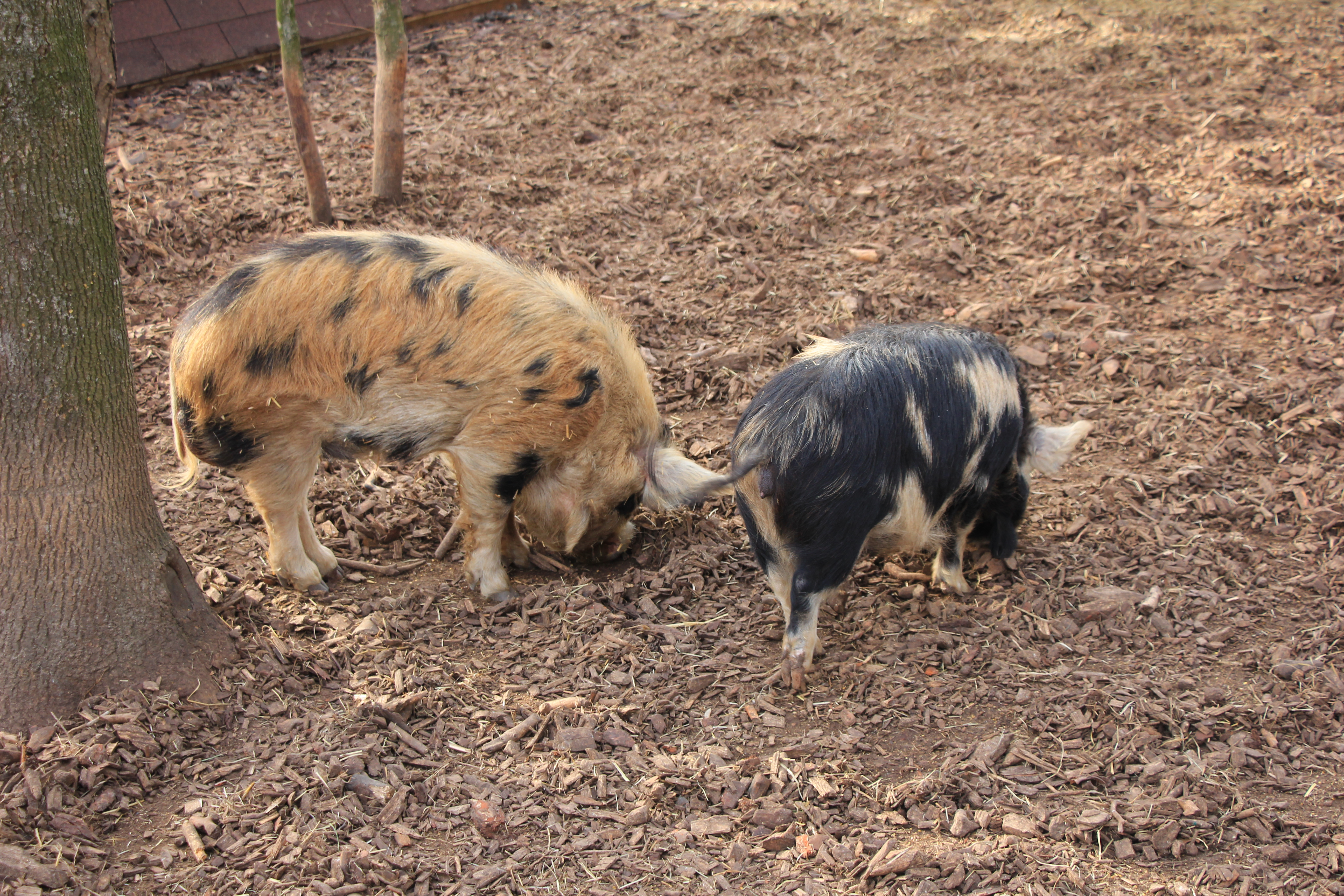
Tachetés.

Le Kunekune est couvert de poils longs ou courts, droits ou bouclés. Il peut être noir, brun, roux, doré, crème ou tacheté. Il a un museau moyen à court, légèrement retroussé, souvent noir, et des oreilles semi-larges ou dressées. Son corps est court et rond, ses pattes sont courtes et il peut avoir deux caroncules sous le menton. Le Kunekune mesure environ 60 cm de haut. Un Kunekune adulte peut peser entre 60 et 200 kg, les mâles étant beaucoup plus lourds que les femelles.

## Comportement

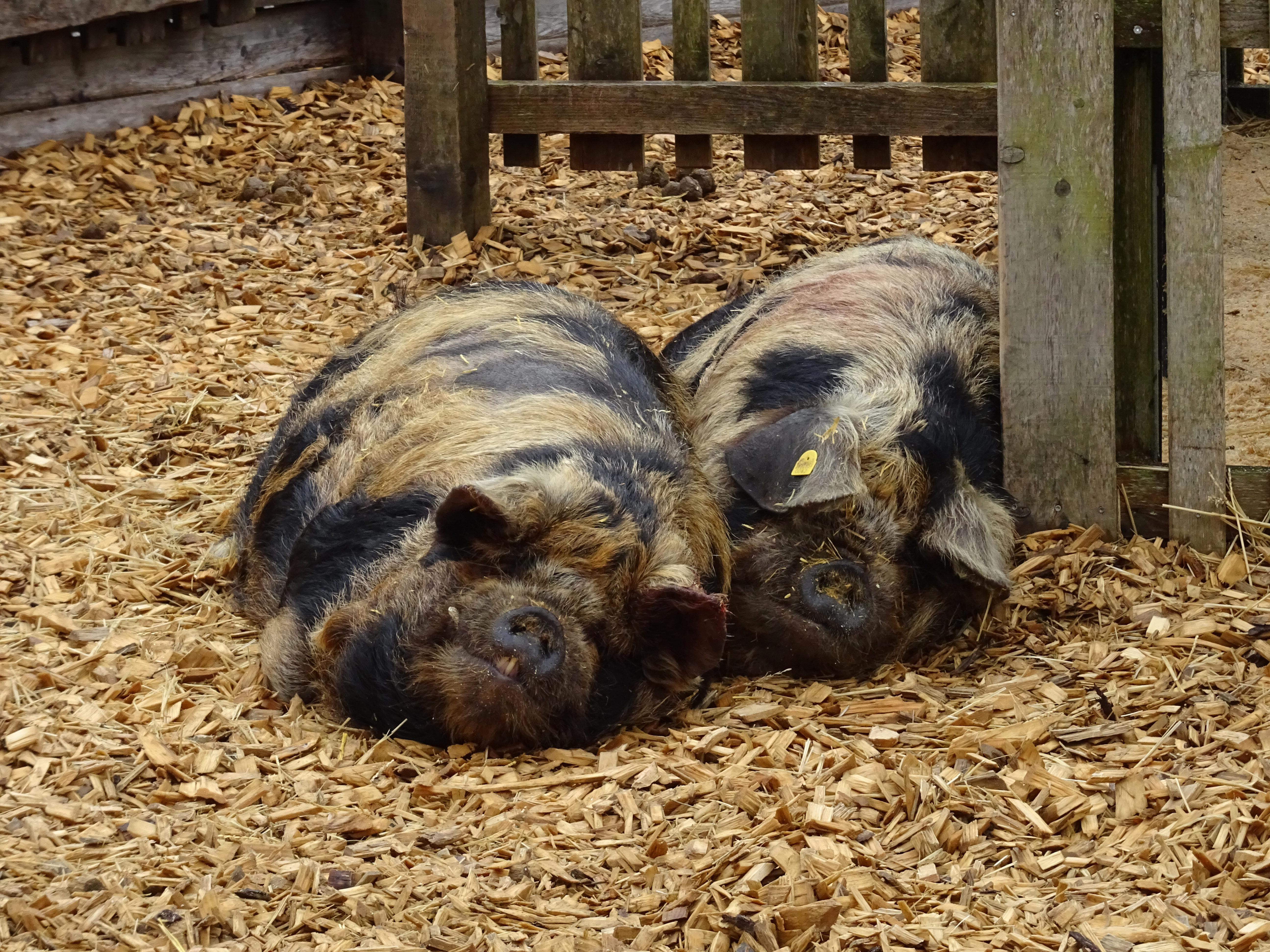
Deux Kunekune au repos.

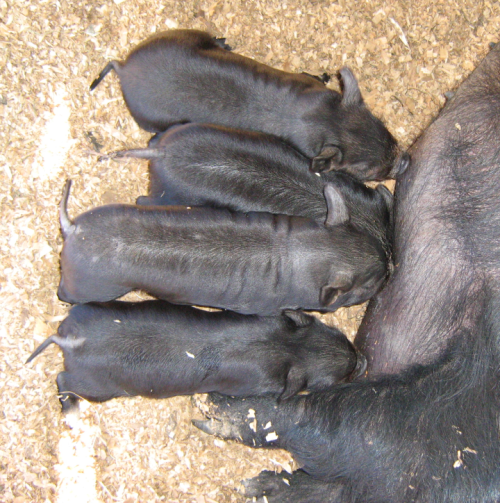
Porcinets Kunekune.

En 2017, un rapport de Science Daily a déclaré que le Kunekune a un apprentissage social remarquable avec une « mémoire étonnamment bonne ».
Le Kunekune peut subvenir à ses besoins en ne se nourrissant que d'herbe.

## Histoire
Dans la langue des Maoris, kunekune signifie « gras et rond ». Les analyses ADN suggèrent que le Kunekune est d'origine asiatique et qu'il descend de porcs domestiques qui sont probablement arrivés sur l'île au début du XIXe siècle par l'intermédiaire de baleiniers ou de marchands. On trouve des porcs aux caractéristiques similaires en Asie, en Amérique du Sud et en Polynésie. Le Kunekune diffère nettement du porc sauvage d'origine européenne connu en Nouvelle-Zélande sous le nom de « Captain Cooker ».
Presque exclusivement élevés dans les communautés maories et largement inconnus des Européens, les Kunekune ont été redécouverts dans les années 1970. On estime qu'à cette époque, il ne restait plus que 50 porcs de race pure en Nouvelle-Zélande. Une excursion commune de la Staglands Wildlife Reserve et de la Willowbank Wildlife Reserve en 1978 ou en 1984 a permis d'acquérir tous les animaux commercialisables dont Michael Willis et John Simster ont pu se saisir à Te Kuiti et dans le district de Waharoa. Les 18 animaux, dont six truies et trois verrats avec un patrimoine génétique de race pure ou presque pure, ont été emmenés sur l'île du Sud pour un programme d'élevage de conservation. Presque tous les Kunekunes existants aujourd'hui sont issus de ces animaux. Afin de préserver la race de l'extinction, même en cas d'épidémie, l'élevage de conservation a été étendu à un autre continent en 1992. Depuis lors, des Kunekunes sont également élevés en Grande-Bretagne et d'autres exportations ont suivi par la suite.
Alors qu'en 1993, la population de la Nouvelle-Zélande était estimée entre 100 et 1000 têtes, en 2004, elle était déjà de 5000. En 2012, la Grande-Bretagne a déclaré 1 782 truies reproductrices au registre mondial des ressources zoogénétiques de la FAO. Des registres d'élevage sont également tenus aux Pays-Bas  et aux États-Unis.

## Utilisations

### Pour désherber les vignes
En France, des Kunekune sont élevés dans certaines vignes en alternative aux désherbants. Leur petite taille évite qu'ils ne consomment les feuilles sur les vignes et les raisins. Ils s'avèrent plus efficaces que les moutons car ils s'attaquent aux racines ce qui empêche les herbes de repousser. Leur passage jusqu'au pied des vignes sans les endommager est un avantage par rapport au travail mécanique du sol. Ces cochons consomment également les feuilles de vigne tombées au sol, dans lesquelles hivernent les spores de mildiou, ce qui limite la propagation de cette maladie au printemps,.

### Comme animal de compagnie
Les Kunekune peuvent servir d'animaux de compagnie en Nouvelle-Zélande et constituent une race reconnue de cochon nain. Ils ne peuvent pas être importés en Australie, qui n'autorise pas l'importation de porcs vivants pour des raisons de biosécurité. Cependant, les éleveurs ont créé une autre race australienne : le cochon nain australien.
Les Kunekune peuvent être gardés comme animaux de compagnie en Autriche, en Belgique, au Canada, au Danemark, en France, en Allemagne, en Irlande, aux Pays-Bas, au Portugal, en Suisse, au Royaume-Uni et aux États-Unis.